# Garvão e Santa Luzia
Garvão e Santa Luzia est une paroisse civile portugaise (en portugais : freguesia) de la municipalité d'Ourique dans le district de Beja. Elle est créée en 2013, par fusion des paroisses de Garvão et Santa Luzia.

## Histoire
La paroisse est créée par la loi no 11-A/2013 du 28 janvier 2013 portant réorganisation administrative du territoire des freguesias, en fusionnant les paroisses de Garvão et Santa Luzia. Son nom officiel est União das Freguesias de Garvão e Santa Luzia et son siège est fixé à Garvão.

## Démographie
Lors du recensement de 2021, Garvão e Santa Luzia compte 887 habitants.